# Donald Hall
Pour les articles homonymes, voir Hall.
Donald Andrew Hall Jr., né le 20 septembre 1928 à Hamden dans le Connecticut et mort le 23 juin 2018 à Wilmot dans le New Hampshire,, est un poète et écrivain américain.

## Œuvre traduite en français
- Ox-cart man, 1979

- traduit en français sous le titre Quand le fermier se rendait au marché, par Catherine Deloraine, ill. de Barbara Cooney, Paris, Éditions Flammarion, 1981, 40 p.  (ISBN 2-08-171038-2)

## Principales récompenses
- Prix Newdigate[3] 1952
- Bourse Guggenheim 1963-64 & 1973-74
- Médaille Robert Frost 1991
- Ruth Lilly Poetry Prize (en) 1994
- United States Poet Laureate (en) 2006-2007
- National Medal of Arts 2010